# Dīmītrios Siovas
Dīmītrios Siovas (in greco: Δημήτριος Σιόβας; Drama, 16 settembre 1988) è un calciatore greco, difensore svincolato.

## Carriera

### Club
Il 17 settembre 2020 viene acquistato a titolo definitivo per un milione di euro dalla squadra spagnola dell'Huesca.

### Nazionale
Nel 2012 ha esordito nella nazionale greca; in precedenza aveva giocato anche nelle nazionali giovanili Under-19 ed Under-21.

## Statistiche

### Presenze e reti nei club
Statistiche aggiornate al 9 aprile 2021.
| Stagione          | Squadra           | Campionato        | Campionato | Campionato | Coppe nazionali | Coppe nazionali | Coppe nazionali | Coppe continentali | Coppe continentali | Coppe continentali | Altre coppe | Altre coppe | Altre coppe | Totale | Totale |
| Stagione          | Squadra           | Comp              | Pres       | Reti       | Comp            | Pres            | Reti            | Comp               | Pres               | Reti               | Comp        | Pres        | Reti        | Pres   | Reti   |
| ----------------- | ----------------- | ----------------- | ---------- | ---------- | --------------- | --------------- | --------------- | ------------------ | ------------------ | ------------------ | ----------- | ----------- | ----------- | ------ | ------ |
| 2008-gen. 2009    | Paniōnios         | SL                | 1          | 0          | CG              | 1               | 0               | -                  | -                  | -                  | -           | -           | -           | 2      | 0      |
| gen.-giu. 2009    | Iōnikos           | FL                | 11         | 0          | CG              | -               | -               | -                  | -                  | -                  | -           | -           | -           | 11     | 0      |
| 2009-2010         | Paniōnios         | SL                | 15         | 0          | CG              | 1               | 0               | -                  | -                  | -                  | -           | -           | -           | 16     | 0      |
| 2010-2011         | Paniōnios         | SL                | 29         | 2          | CG              | 1               | 0               | -                  | -                  | -                  | -           | -           | -           | 30     | 2      |
| 2011-2012         | Paniōnios         | SL                | 27         | 0          | CG              | 3               | 1               | -                  | -                  | -                  | -           | -           | -           | 30     | 1      |
| Totale Paniōnios  | Totale Paniōnios  | Totale Paniōnios  | 72         | 2          |                 | 6               | 1               |                    | -                  | -                  |             | -           | -           | 78     | 3      |
| 2012-2013         | Olympiacos        | SL                | 15         | 2          | CG              | 6               | 1               | UCL+UEL            | 3+1                | 0                  | -           | -           | -           | 25     | 3      |
| 2013-2014         | Olympiacos        | SL                | 11         | 0          | CG              | 1               | 0               | UCL                | 6                  | 0                  | -           | -           | -           | 18     | 0      |
| 2014-2015         | Olympiacos        | SL                | 20         | 0          | CG              | 8               | 0               | UCL+UEL            | 1+2                | 0                  | -           | -           | -           | 31     | 0      |
| 2015-2016         | Olympiacos        | SL                | 23         | 0          | CG              | 4               | 0               | UCL+UEL            | 6+0                | 0                  | -           | -           | -           | 33     | 0      |
| 2016-gen. 2017    | Olympiacos        | SL                | -          | -          | CG              | 1               | 0               | UCL                | 1                  | 0                  | -           | -           | -           | 2      | 0      |
| Totale Olympiakos | Totale Olympiakos | Totale Olympiakos | 69         | 2          |                 | 20              | 1               |                    | 20                 | 0                  |             | -           | -           | 109    | 3      |
| gen.-giu. 2017    | Leganés           | PD                | 16         | 1          | CR              | -               | -               | -                  | -                  | -                  | -           | -           | -           | 16     | 1      |
| 2017-2018         | Leganés           | PD                | 24         | 1          | CR              | 6               | 1               | -                  | -                  | -                  | -           | -           | -           | 30     | 2      |
| 2018-2019         | Leganés           | PD                | 34         | 1          | CR              | 3               | 0               | -                  | -                  | -                  | -           | -           | -           | 37     | 1      |
| 2019-2020         | Leganés           | PD                | 24         | 0          | CR              | 1               | 0               | -                  | -                  | -                  | -           | -           | -           | 25     | 0      |
| Totale Leganés    | Totale Leganés    | Totale Leganés    | 98         | 3          |                 | 10              | 1               |                    | -                  | -                  |             | -           | -           | 108    | 4      |
| 2020-2021         | Huesca            | PD                | 29         | 2          | CR              | 0               | 0               | -                  | -                  | -                  | -           | -           | -           | 29     | 2      |
| Totale carriera   | Totale carriera   | Totale carriera   | 279        | 9          |                 | 36              | 3               |                    | 20                 | 0                  |             | -           | -           | 335    | 12     |

### Cronologia presenze e reti in nazionale
| Cronologia completa delle presenze e delle reti in nazionale ― Grecia | Cronologia completa delle presenze e delle reti in nazionale ― Grecia | Cronologia completa delle presenze e delle reti in nazionale ― Grecia | Cronologia completa delle presenze e delle reti in nazionale ― Grecia | Cronologia completa delle presenze e delle reti in nazionale ― Grecia | Cronologia completa delle presenze e delle reti in nazionale ― Grecia | Cronologia completa delle presenze e delle reti in nazionale ― Grecia | Cronologia completa delle presenze e delle reti in nazionale ― Grecia |
| Data                                                                  | Città                                                                 | In casa                                                               | Risultato                                                             | Ospiti                                                                | Competizione                                                          | Reti                                                                  | Note                                                                  |
| --------------------------------------------------------------------- | --------------------------------------------------------------------- | --------------------------------------------------------------------- | --------------------------------------------------------------------- | --------------------------------------------------------------------- | --------------------------------------------------------------------- | --------------------------------------------------------------------- | --------------------------------------------------------------------- |
| 15-8-2012                                                             | Oslo                                                                  | Norvegia                                                              | 2 – 3                                                                 | Grecia                                                                | Amichevole                                                            | -                                                                     | 80’                                                                   |
| 16-10-2012                                                            | Bratislava                                                            | Slovacchia                                                            | 0 – 1                                                                 | Grecia                                                                | Qual. Mondiali 2014                                                   | -                                                                     | 76’                                                                   |
| 14-8-2013                                                             | Salisburgo                                                            | Austria                                                               | 0 – 2                                                                 | Grecia                                                                | Amichevole                                                            | -                                                                     | 63’                                                                   |
| 6-9-2013                                                              | Vaduz                                                                 | Liechtenstein                                                         | 0 – 1                                                                 | Grecia                                                                | Qual. Mondiali 2014                                                   | -                                                                     |                                                                       |
| 10-9-2013                                                             | Atene                                                                 | Grecia                                                                | 1 – 0                                                                 | Lettonia                                                              | Qual. Mondiali 2014                                                   | -                                                                     |                                                                       |
| 15-10-2013                                                            | Atene                                                                 | Grecia                                                                | 2 – 0                                                                 | Liechtenstein                                                         | Qual. Mondiali 2014                                                   | -                                                                     |                                                                       |
| 15-11-2013                                                            | Atene                                                                 | Grecia                                                                | 3 – 1                                                                 | Romania                                                               | Qual. Mondiali 2014                                                   | -                                                                     | 40’                                                                   |
| 19-11-2013                                                            | Bucarest                                                              | Romania                                                               | 1 – 1                                                                 | Grecia                                                                | Qual. Mondiali 2014                                                   | -                                                                     | 80’                                                                   |
| 13-11-2015                                                            | Lussemburgo                                                           | Lussemburgo                                                           | 1 – 0                                                                 | Grecia                                                                | Amichevole                                                            | -                                                                     | 78’                                                                   |
| 17-11-2015                                                            | Istanbul                                                              | Turchia                                                               | 3 – 0                                                                 | Grecia                                                                | Amichevole                                                            | -                                                                     | 79’                                                                   |
| 24-3-2016                                                             | Atene                                                                 | Grecia                                                                | 2 – 1                                                                 | Montenegro                                                            | Amichevole                                                            | -                                                                     | 85’                                                                   |
| 29-3-2016                                                             | Atene                                                                 | Grecia                                                                | 2 – 3                                                                 | Islanda                                                               | Amichevole                                                            | -                                                                     | 81’                                                                   |
| 15-11-2018                                                            | Atene                                                                 | Grecia                                                                | 1 – 0                                                                 | Finlandia                                                             | UEFA Nations League 2018-2019 - 1º turno                              | -                                                                     | 28’                                                                   |
| 23-3-2019                                                             | Vaduz                                                                 | Liechtenstein                                                         | 0 – 2                                                                 | Grecia                                                                | Qual. Euro 2020                                                       | -                                                                     |                                                                       |
| 26-3-2019                                                             | Zenica                                                                | Bosnia ed Erzegovina                                                  | 2 – 2                                                                 | Grecia                                                                | Qual. Euro 2020                                                       | -                                                                     |                                                                       |
| 8-6-2019                                                              | Atene                                                                 | Grecia                                                                | 0 – 3                                                                 | Italia                                                                | Qual. Euro 2020                                                       | -                                                                     |                                                                       |
| 11-6-2019                                                             | Amarousio                                                             | Grecia                                                                | 2 – 3                                                                 | Armenia                                                               | Qual. Euro 2020                                                       | -                                                                     |                                                                       |
| 12-10-2019                                                            | Roma                                                                  | Italia                                                                | 0 – 0                                                                 | Grecia                                                                | Qual. Euro 2020                                                       | -                                                                     |                                                                       |
| 3-9-2020                                                              | Lubiana                                                               | Slovenia                                                              | 0 – 0                                                                 | Grecia                                                                | UEFA Nations League 2020-2021 - 1º turno                              | -                                                                     |                                                                       |
| 6-9-2020                                                              | Pristina                                                              | Kosovo                                                                | 1 – 2                                                                 | Grecia                                                                | UEFA Nations League 2020-2021 - 1º turno                              | 1                                                                     | 40’                                                                   |
| Totale                                                                |                                                                       | Presenze                                                              | 20                                                                    |                                                                       | Reti                                                                  | 1                                                                     |                                                                       |

## Palmarès

### Club

#### Competizioni nazionali
- Campionato greco: 4

Olympiakos: 2012-2013, 2013-2014, 2014-2015, 2015-2016
- Coppa di Grecia: 2

Olympiakos: 2012-2013, 2014-2015